# 杜尔基镇
杜尔基镇，是中华人民共和国内蒙古自治区兴安盟科尔沁右翼中旗下辖的一个乡镇级行政单位。

## 行政区划
杜尔基镇下辖以下地区：
敖日格乐社区、鲜光嘎查、靠山嘎查、杜尔基嘎查、巴彦乌拉嘎查、宝根吉如和嘎查、布拉根阿日嘎查、乌兰化嘎查、楚胡尔吐嘎查、巴彦哈拉嘎查、雅玛图嘎查、德勒图乌苏嘎查、达日罕嘎查、乌苏台扎拉嘎嘎查、乌兰中嘎查、亚门毛都嘎查、双金嘎查、西林化嘎查、双山嘎查和杜尔基林场。